# François-Claude-Amour de Bouillé
François-Claude-Amour de Bouillé [ejtsd: bujjé] (Cluzel kastély Saint-Eble), 1739. november 19. – London, 1800. november 14.) márki, francia tábornok, XVI. Lajos odaadó híve.

## Élete
Részt vett a hétéves háborúban, a harctéren szerzett érdemeiért 1768-ban kinevezték Guadeloupe kormányzójává. A Szél felőli szigeteken Martinique és Saint Lucia kormányzójaként (1777–1783) a Kis-Antillákon harcolt az amerikai függetlenségi háború idején. 1778-ban megszerezte Franciaország számára a Dominikai Közösséget, Tobagót, 1782-ben kis létszámú csapattal elvette a hollandoktól Sint Eustatiust, 1783-ban elfoglalta az angoloktól Brimstone Hill várát.
1783-ban visszatért Franciaországba. 1787-ben tagja lett a Főnemesi Gyűlésnek, és kinevezték Trois-Évêchés kormányzójává, 1789-ben pedig katonai parancsnokává.
1790-ben a nancyi katonai mozgalom elfojtásáért a király és a nemzetgyűlés köszönetét kapta. XVI. Lajos szökési tervébe be volt avatva és mindent elkövetett, hogy csapatainak alkalmas felállítása biztosítsa a sikert. A király elfogatása után osztrák Németalföldre menekült, ahonnan levelet intézett a nemzetgyűléshez, amelyben a király menekülését erőszakos szöktetés színében tüntette fel. Emiatt halálra ítélték. Emigránsként élt Koblenzben, 1781-től pedig Pillnitzben. Azután III. Gusztáv svéd király szolgálatában állt, majd annak meggyilkoltatása után V. Louis Joseph Bourbon-Condé herceg seregéhez csatlakozott 1792-ben. Azután haláláig Angliában élt.
A Mémoires sur la révolution française (angolul: London, 1797; franciául: 1801 és 1859) című művében gyűlölettel szól a forradalomról.
A Marseilles ötödik versszaka név szerint említi Bouillét, mint a vérszomjas despoták cinkosát.